# All Aboard the Blue Train
All Aboard the Blue Train je 14. album Johnnyja Casha. Originalno je objavljen 15. studenog 1962., a 2003. je objavljeno reizdanje Varese Sarabandea sa šest bonus pjesama.

## Popis pjesama
1. "There You Go" – 2:19
2. "So Doggone Lonesome" – 2:44
3. "Wreck of the Old '97" (Norman Blake, Cash, Bob Johnson) – 1:48
4. "Give My Love to Rose" – 2:46
5. "Folsom Prison Blues" – 2:51
6. "Blue Train" (Billy Smith) – 2:03
7. "Hey Porter" – 2:15
8. "Come in Stranger" – 1:43
9. "Goodbye Little Darlin' Goodbye" (Gene Autry, Johnny Marvin) – 2:15
10. "Rock Island Line" (Leadbelly) – 2:13
11. "Train of Love" – 2:24
12. "(I Heard That) Lonesome Whistle" (Jimmie Davis, Hank Williams) – 2:26

### Bonus pjesme
1. "Train of Love" – 2:38
2. "Give My Love to Rose" – 2:54
3. "Hey Porter" – 2:13
4. "Leave That Junk Alone" – 1:31
5. "You're My Baby (Little Woolly Booger)" – 1:31
6. "Brakeman's Blues" (Jimmie Rodgers) – 1:18

## Izvođači
- Johnny Cash - glavni izvođač, vokali, gitara
- Al Casey - gitara

## Vanjske poveznice
- Podaci o albumu i tekstovi pjesama